# Rhytidanthera
Rhytidanthera är ett släkte av tvåhjärtbladiga växter. Rhytidanthera ingår i familjen Ochnaceae.
Kladogram enligt Catalogue of Life:
| Rhytidanthera | \| \| Rhytidanthera fragrans \| \| \| \| \| \| Rhytidanthera magnifica \| \| \| \| \| \| Rhytidanthera mellifera \| \| \| \| \| \| Rhytidanthera regalis \| \| \| \| \| \| Rhytidanthera splendida \| \| \| \| \| \| Rhytidanthera sulcata \| \| \| \| |
|               | \| \| Rhytidanthera fragrans \| \| \| \| \| \| Rhytidanthera magnifica \| \| \| \| \| \| Rhytidanthera mellifera \| \| \| \| \| \| Rhytidanthera regalis \| \| \| \| \| \| Rhytidanthera splendida \| \| \| \| \| \| Rhytidanthera sulcata \| \| \| \| |
|               | Rhytidanthera fragrans |
|               | |
|               | Rhytidanthera magnifica |
|               | |
|               | Rhytidanthera mellifera |
|               | |
|               | Rhytidanthera regalis |
|               | |
|               | Rhytidanthera splendida |
|               | |
|               | Rhytidanthera sulcata |
|               | |